# Sakura Gakuin 2014-nendo ~Kimi ni Todoke~
Albums de Sakura Gakuin
Sakura Gakuin 2013-nendo ~Kizuna~
(12 mars 2014) Sakura Gakuin 2015-nendo ~Kirameki no Kakera~
(3 mars 2016)
Compilations par Sakura Gakuin
Hōkago Anthology from Sakura Gakuin
(5 mai 2014)
Albums par BABYMETAL
BABYMETAL
(26 février 2014) Metal Resistance
(1er avril 2016)
Singles
1. Heart no Hoshi
Sortie : 22 octobre 2014
2. Aogeba Tōtoshi ~From Sakura Gakuin 2014~
Sortie : 4 mars 2015

Sakura Gakuin 2014-nendo ~Kimi ni Todoke~ (さくら学院2014年度 ～君に届け～) est le 5e album studio du groupe féminin japonais Sakura Gakuin sorti en 2015.

## Détails de l'album
L'album sort le 25 mars 2015 en plusieurs éditions : une édition régulière (contenant seulement un CD) et trois éditions limitées notées Sa et Ku (contenant le CD avec un DVD en supplément) puis Ra (contenant le CD avec un Blu-ray en supplément). Il atteint la 18e place du classement hebdomadaire des ventes de l'Oricon.
L'album contient les singles du groupe sortis en DVD : Heart no Hoshi, et Aogeba Tōtoshi ~From Sakura Gakuin 2014~ (sorti en 2013 et 2014), ce qui fait de cet opus le premier album du groupe à contenir des chansons sortis seulement sous format DVD.
Il est le premier album du groupe avec les nouveaux membres Sara Kurashima et Megumi Okada, formant alors la 6e génération du groupe et l'ayant rejoint en mai 2015 ; il est notamment le dernier album avec les membres du groupe, Yui Mizuno, Moa Kikuchi (membre de la 2e génération qui deviennent les seuls membres à être restés fidèles au groupe pendant plus de 4 ans, depuis ses débuts en 2010), Hana Taguchi (3e génération) et Yunano Notsu (4e génération). Ces membres quitteront le groupe 4 jours plus tard après la sortie du disque.
C'est aussi la dernière apparition du sous-groupe Mini-Patissier (groupe occupé par Mizuno, Kikuchi et Taguchi), le seul sous-groupe dépendant de Sakura Gakuin à être resté le plus actif sans interruption. Cet album donne notamment l'occasion au premier sous-groupe Twinklestars (auparavant resté inactif à partir de 2012) de se reformer et d'enregistrer une nouvelle chanson pour l'album. Par ailleurs, deux nouveaux sous-groupes formés fin 2014 font leur première apparition sur cet album (Wrestling Club et Purchasing Club ; chaucun occupant 2 membres seulement).
Il est deuxième album du groupe à être enregistré par 10 membres au total, depuis le tout premier album Sakura Gakuin 2010nendo ~message~ de 2011.

## Formation
- 2e génération : Moa Kikuchi ; Yui Mizuno
- 3e génération : Rinon Isono ; Hana Taguchi
- 4e génération : Saki Ōga ; Yunano Notsu
- 5e génération : Saki Shirai ; Aiko Yamaide
- 6e génération : Sara Kurashima ; Megumi Okada

## Listes des titres
| 1.  | Mezase! Super Lady -2014nendo- (目指せ！スーパーレディー - 2014年度 –)           |                             |  |
| 2.  | ANIMARHYTHM (アニマリズム)                                                       |                             |  |
| 3.  | Heart no Hoshi (ハートの地球)                                                    | 1re DVD single              |  |
| 4.  | Spin in the Wind                                                                 | par Wrestling Club          |  |
| 5.  | Tenshi to Akuma (天使と悪魔)                                                     | par Baton Club Twinklestars |  |
| 6.  | HIRARI KIRA KIRA YAMI YAMI MUSEUM (ヒラリ!キラキラ☆ヤミヤミミュージアム)         | par Cooking Club Minipati   |  |
| 7.  | PIEACE DE CHECK! (ピース de Check !)                                             | par Purchasing Club         |  |
| 8.  | Takaramono (宝物)                                                                |                             |  |
| 9.  | Gokigen MR. Toropikarori (ご機嫌!Mr. トロピカロリー)                             |                             |  |
| 10. | Aogeba Tōtoshi ~From Sakura Gakuin 2014~ (仰げば尊し ～ from さくら学院 2014 ～) | 2e DVD single               |  |
| 11. | Sayonara Namida (さよなら、涙。)                                                 |                             |  |
| 12. | Kimi ni Todoke (君に届け)                                                        |                             |  |

| 1. | Heart no Hoshi (Music Video)                             |  |
| 2. | Sakura Gakuin 2014nendo ~Kimi ni Todoke~ (Video Footage) |  |

| 1. | ANIMARHYTHM (Music Video)                                  |  |
| 2. | Sakura Gakuin 2014nendo ~Kimi ni Todoke~ (Video Footage 2) |  |

| 1. | Heart no Hoshi (Dance Video)                                               |  |
| 2. | ANIMARHYTHM (Music Video)                                                  |  |
| 3. | Aogeba Tōtoshi ~From Sakura Gakuin 2014~ (Music Video (Alternate Version)) |  |